# Мтацмінда (пантеон)
Пантеон письменників і громадських діячів Грузії Мтацмінда (груз. მთაწმინდის მწერალთა და საზოგადო მოღვაწეთა პანთეონი, груз. მთაწმინდა — Свята гора) — некрополь у Тбілісі, Грузія, де поховано багато з відомих письменників, артистів, вчених і національних героїв Грузії. 

## Розташування
Пантеон розташований на правому березі річки Кура, практично у середмісті Тбілісі, на території навколо церкви Святого Давида «Мамадавіті», однієї з головних святинь Грузії, на схилі гори Мтацмінда. 

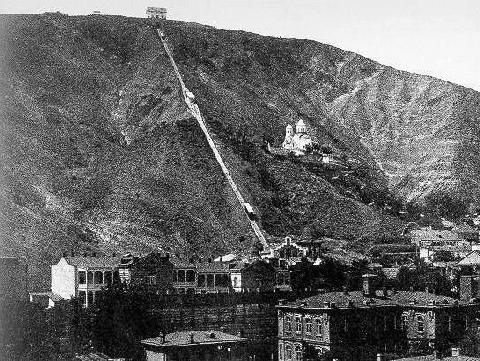
Гора Мтацмінда в 1905 р.

На території Пантеону знаходиться печера батька Давида Гареджійського, над нею церква Іверської ікони Божої Матері, поруч — церква святого Давида, а трохи південніше — церква Преображення Господнього, яка зовні схожа на дзвіницю. Також на території знаходяться три святих джерела. 

## Історія
У V столітті в цьому місці була печера, в якій оселився Давид Гареджійський, вважається одним із засновників грузинського чернецтва. Печера довгий час була просто святим місцем, а у XIX столітті тут побудували церкву святого Давида.
Ідея створення пантеону на Мтацмінді виникла у 1915 році, під час похорону Акакія Церетелі. Офіційно пантеон був відкритий у 1929 році. Першим відомим похованням на цьому місці стала могила російського письменника Олександра Грибоєдова (1795—1829) та його дружини княжни Ніно Чавчавадзе (1812—1857). Пантеон офіційно відкритий в 1929 р. до 100-річної річниці трагічної загибелі Грибоєдова в Ірані. З цього часу багато видатних грузинів були поховані або перепоховані тут. Цвинтар управляється  Тбіліським муніципалітетом і є однією з найвідоміших міських визначних пам'яток.

## Список похованих в Пантеоні
На території Пантеону нині є 48 поховань, праворуч та ліворуч від церкви святого Давида.

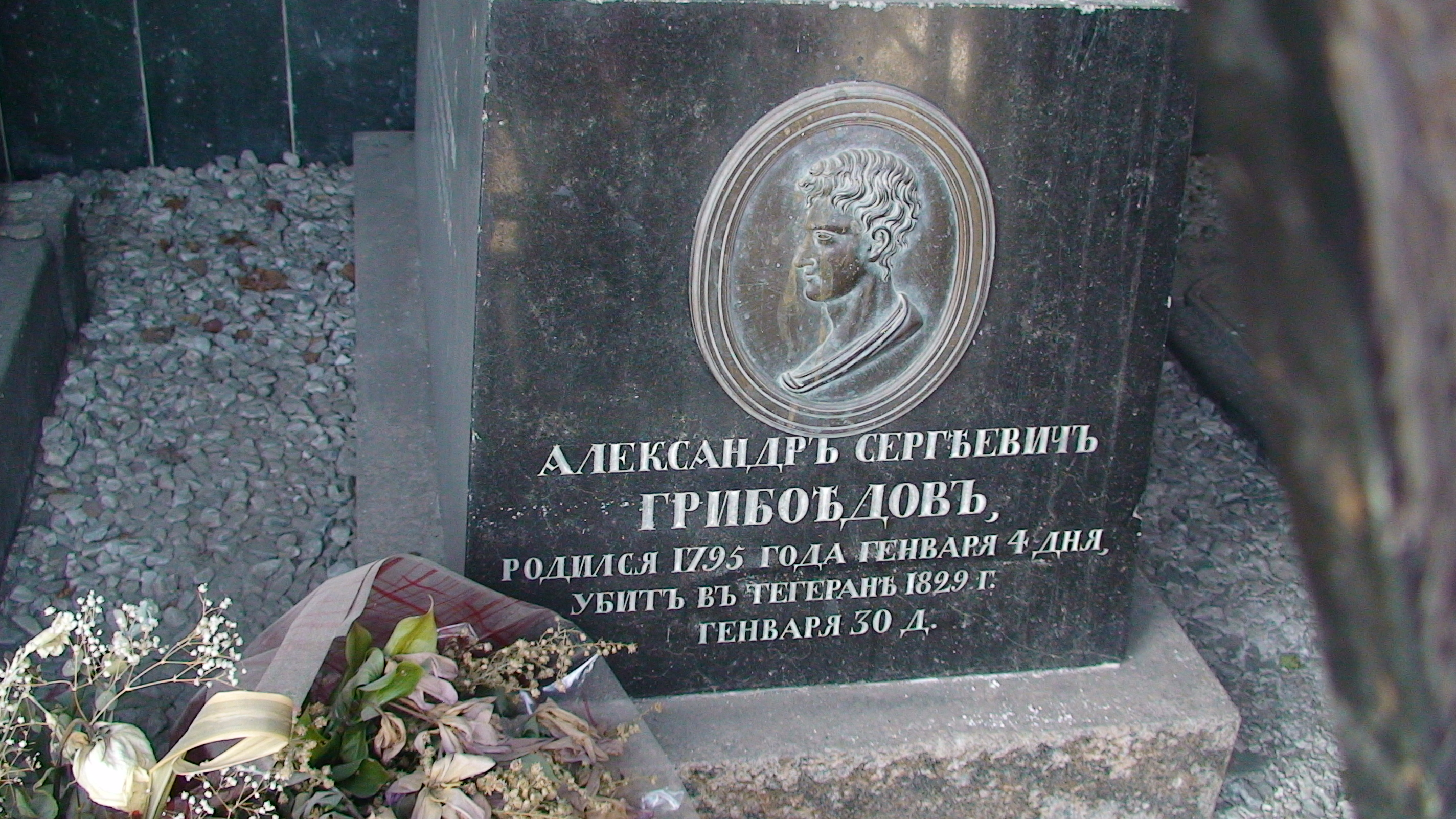
Могила Грибоєдова

- Абашидзе Васо Олексійович (1854—1926), грузинський театральний актор і режисер
- Анджапарідзе Веріко (1897—1987), грузинська театральна і кіноактриса
- Бараташвілі Ніколоз (1817—1845), грузинський поет-романтик (перепохований в 1938 р.)
- Барнові Васил (1856—1934), грузинський романіст
- Бердзенішвілі Ніколоз (1894—1965), грузинський історик
- Важа Пшавела (1861—1915), грузинський поет (перепохований в 1935 р.)
- Векуа Ілля Несторович (1907—1977), грузинський математик
- Гамсахурдія Звіад (1939—1993), радянський дисидент і перший Президент Грузії (перепохований в 2007 р.)
- Геладзе Катерина (1858—1937), мати Й. В. Сталіна
- Гогебашвілі Якоб (1840—1912), грузинський письменник і просвітитель (перепохований в 1940 р.)
- Грибоєдов Олександр Сергійович (1795—1829), російський письменник, і його дружина Чавчавадзе Ніно (1812—1857)
- Грішашвілі Йосип Григорович (1889—1965), грузинський письменник, поет і вчений
- Гудіашвілі Ладо (1896—1980), грузинський художник
- Дадіані Шалва Миколайович (1874—1959), грузинський актор і драматург
- Джанашвілі Мосе (1855—1934), грузинський історик
- Джанашиа Симон (1900—1947), грузинський історик
- Додашвілі Соломон (1805—1836), грузинський письменник, просвітитель, громадський діяч, філософ (перепохований в 1994 р.)
- Нодар Думбадзе (1928—1984), грузинський письменник (перепохований в 2009 р.)
- Закаріадзе Серго Олександрович (1907—1971), грузинський актор
- Каландадзе Анна (1924—2008), грузинська поетеса
- Лео Кіачелі (1884—1963), грузинський письменник
- Дмитро Кіпіані (1814—1887), грузинський політик, журналіст і громадський діяч
- Клдіашвілі Давид (1862—1931), грузинський письменник
- Костава Мераб (1939—1989), радянський дисидент і національний герой Грузії
- Леонідзе Георгій Миколайович (1899—1966), грузинський поет
- Марджанішвілі Коте (1872—1933), грузинський театральний режисер (перепохований в 1964 р.)
- Мухран Мачаваріані (1929—2010), грузинський поет
- Ніколоз Мусхелішвілі (1891—1976), грузинський математик
- Ніколадзе Ніко (1843—1928), грузинський журналіст і громадський благодійник
- Ніколадзе Яків (1876—1951), грузинський скульптор
- Паліашвілі Іван (1868—1934), грузинський диригент
- Табідзе Галактіон (1892—1959), грузинський поет
- Еквтіме Такаішвілі (1863—1953), грузинський історик і археолог (перепохований в 198? р.)
- Туманішвілі-Церетелі Анастасія (1849—1932), грузинська письменниця
- Хорава Акакій (1895—1972), грузинський актор
- Цагарелі Олександр (1844—1929), грузинський лінгвіст
- Церетелі Акакій (1840—1915), грузинський поет
- Чабукіані Вахтанг (1910—1992), грузинський танцюрист балету
- Чавчавадзе Ілля (Святий Ілля) (1837—1907), грузинський письменник і громадський діяч, і його дружина Ольга Гурамішвілі (1842—1927)
- Чіаурелі Михайло Едишерович (1894—1974), грузинський, радянський кінорежисер, актор, сценарист, педагог; Народний артист СРСР.
- Симон Чіковані (1902—1966), грузинський поет і громадський діяч
- Чиладзе Отар (1933—2009), грузинський письменник і драматург
- Чичинадзе Закарія (1853—1931), грузинський історик і письменник
- Чолокашвілі Какуца (1888—1930), грузинський політичний діяч (перепохований в 2005 р.)
- Чхеїдзе Ушангі Вікторович (1898—1953), грузинський актор
- Еріставі Давид (1847—1890), грузинський журналіст, перекладач і драматург (перепохований в 1930 р.)

Комуністичні діячі Миха Цхакая, Філіп Махарадзе та Тодрія Сілібістро, поховані раніше в Пантеоні, перепоховані в останні роки на звичайних міських кладовищах.